# Canosa

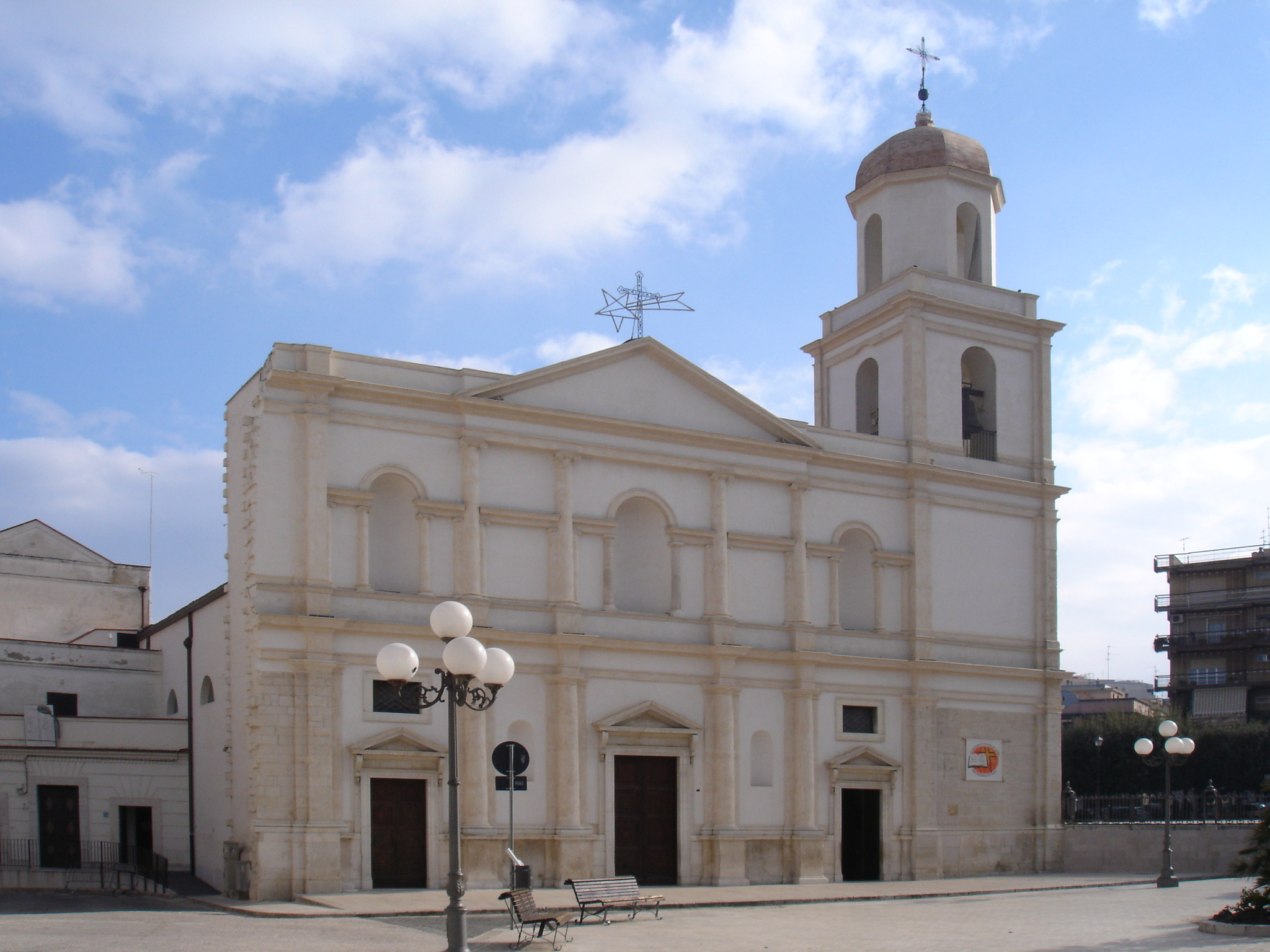
Dawna katedra diecezjalna w Canosa di Puglia

Canosa (łac. Canusinus, wł. Canosa) – stolica historycznej diecezji w Italii erygowanej około roku 300, a skasowanej około roku 600.
Współczesne miasto Canosa di Puglia w prowincji Barletta-Andria-Trani we Włoszech. Obecnie katolickie biskupstwo tytularne ustanowione w 2002 przez papieża Jana Pawła II.

## Biskupi tytularni
| Lp. | Biskup             | Funkcja             | Od                   | Do |
| --- | ------------------ | ------------------- | -------------------- | -- |
| 1   | Celestino Migliore | nuncjusz apostolski | 30 października 2002 |    |